# Johann Nepomuk Dankesreither

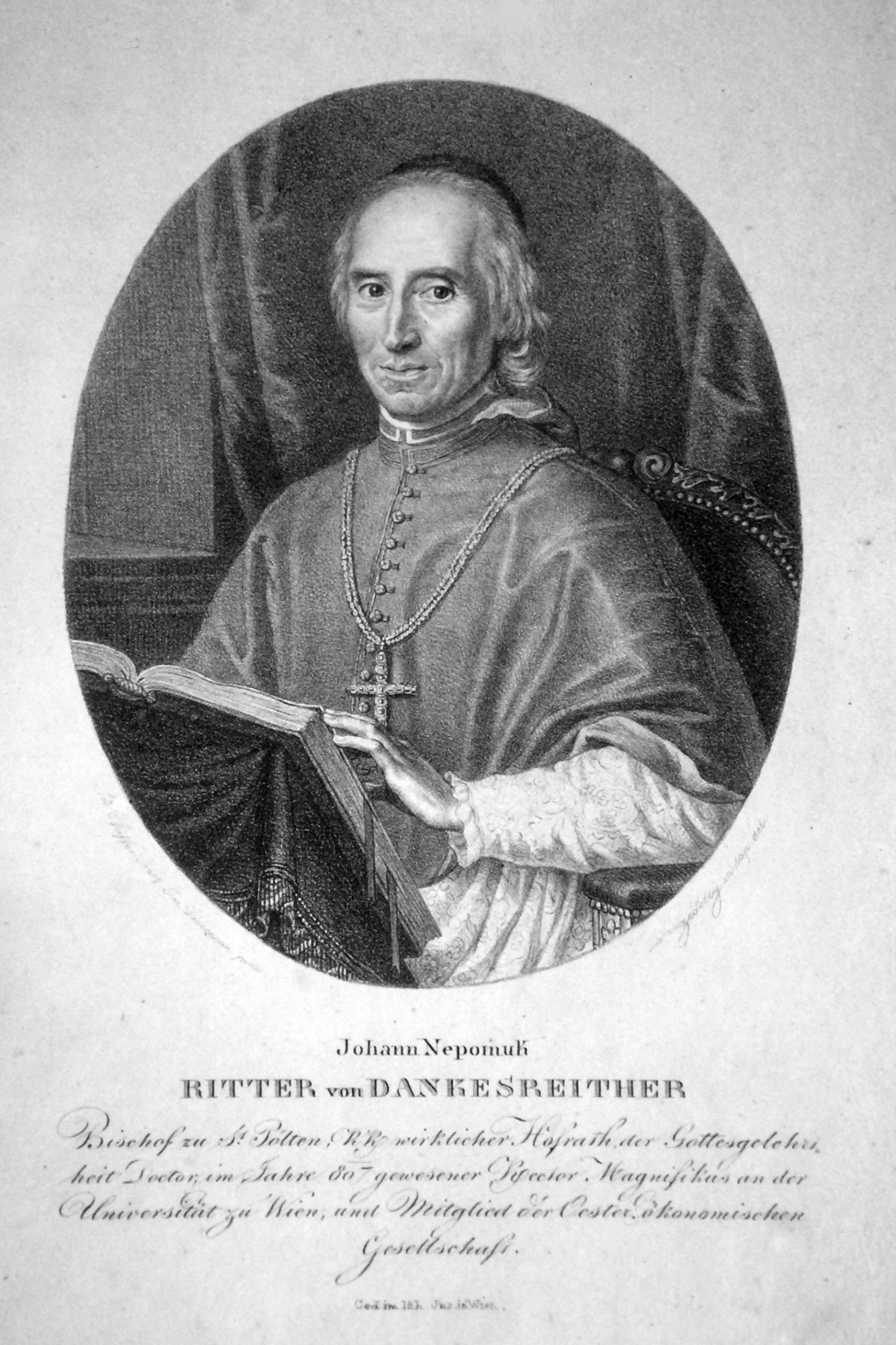
Johann Nepomuk von Dankesreither. Lithographie von Josef Lanzedelli d. Ä., ca. 1820

Johann Nepomuk Ritter von Dankesreither (* 22. Jänner 1750 in Wien; † 10. Juni 1823) war von 1816 bis 1823 Bischof der österreichischen Diözese St. Pölten.

## Leben
Der in Wien geborene Johann Nepomuk Dankesreither studierte an der Universität Wien Philosophie und Theologie. Nach beendetem Studium trat er in das Schwarzspanierkloster (Benediktiner) ein, legte 1768 seine Profess ab, wurde am 6. März 1773 zum Priester geweiht und nach Aufhebung des Klosters 1783 wurde er als Weltpriester in die Erzdiözese Wien inkardiniert und war dann an verschiedenen Orten in der Priesterausbildung tätig. 1787 wurde er als Kanoniker in Brünn und Vizerektor des mährisch-schlesischen Generalseminars in den Adelsstand erhoben (Ritter). 1802 wurde er Referent für Kirchenangelegenheiten im Staats- und Konferenzrat, von 1807 bis 1816 war er Dompropst, Generalvikar und Weihbischof der Erzdiözese Wien (Titularsitz Pella, Weihe am 8. November 1807) unter Erzbischof Sigismund Anton von Hohenwart. Kaiser Franz I. bestimmte ihn 1816 zum vierten Bischof von St. Pölten.
Bischof Dankesreither, ein Vertreter des josephinischen Staatskirchentums, starb nach siebenjähriger Amtszeit. Begraben wurde er im Dom zu St. Pölten.